# Bálint Márton
Bálint Márton (Törökbálint, 1911. április 5. – 1981. november)

## Élete
Édesapja – Gilmayer Márton cipészmester – tagja volt az akkori képviselőtestületnek. Az 1. kerületi Állami Tanítóképzőben végzett 1930-ban. Kántor tanítóként dolgozott már 1929-től. Első munkahelye 10 éven keresztül Újbarok volt. Az ottani 8 osztályos osztatlan iskola tanítójaként dolgozott.
Törökbálinton 1939-től először a fiúiskolában tanított, ahol 1944-48 között igazgató is volt, majd 1954-től az összevont általános iskolában oktatott. Közben 1954-ben az Apáczai Csere János Pedagógiai Főiskolán elvégezte a természetrajz-földrajz tanári szakot. Az általános iskolának 1956 szeptemberétől 1971-ig – 60 éves koráig – volt az igazgatója. Nyugdíjasként tovább dolgozott mint napközis tanár 1981-ig, amíg a halálos kór dolgozni engedte. 50 éves pedagógiai munkája alkalmából arany oklevelet kapott. 1981 novemberében halt meg.
Törökbálintiak generációit nevelte, nem csak tanította. Ember, pedagógus tudott maradni azokban az években is, amikor ez nagyon nehéz volt. Német származása és vallásossága kemény próbatételek elé állította. A háború végén magyarosítania kellett a nevét Gilmayerről Bálintra. Főleg a római katolikus valláshoz való ragaszkodása miatt került többször konfliktushelyzetbe a hatalommal. Ennek ellenére elérte, hogy a legkeményebb években is folyhatott hittanítás az iskolában. A törökbálintiak iránta tanúsított mérhetetlen szeretete és ragaszkodása tette lehetővé, hogy az iskola igazgatója lehessen annak ellenére, hogy nem lépett be a kommunista pártba.
Pedagógiai munkája mellett kiemelkedő volt a közéleti teljesítménye is. Párton kívüliként a Hazafias Népfront keretében dolgozhatott néhány évig, s a szervezet Országos Tanácsába is bekerült. Törökbálinton 1958-ban választották meg tanácstagnak, majd 1963-ban, 1967-ben és 1973-ban is újraválasztották. Közéleti tevékenységéért 1970-ben az Elnöki Tanács Elnöke “ELISMERŐ OKLEVELET” adott, 1975-ben a Minisztertanács Elnöke “25 éves tanácsi munkáért” kitüntetésben részesítette. A Művelődésügyi Miniszter 1971-ben “Az oktatásügy kiváló dolgozója” kitüntetést adományozta neki. A II. világháborúban századosként szolgált. Horthy Miklós kormányzótól 1944-ben elismerő oklevelet kapott. Sok törökbálinti életét mentette meg azzal, hogy elintézte: ne kelljen a frontra menniük. Ezt azóta is emlegetik a leszármazottjai. Ugyancsak sikerrel harcolt azért, hogy Törökbálintról ne vigyenek be leventéket a seregbe. A háború végére Törökbálint akkori vezetői elhanyagolták a községet. A bejövő szovjet csapatok 1945 februárjában Bálint Mártont kérték meg a jegyzői teendők ellátására. Megbízták a községi anyakönyvek, okmányok megóvásával is. 1981. február 19-én II. János Pál pápa oklevelet adományozott neki.